# Федосєєв Володимир Іванович
Володимир Іванович Федосєєв (нар. 5 серпня 1932) — радянський і російський диригент. Народний артист СРСР (1980).
Народився в Ленинграді. Навчався у Ленінградському музичному училищі імені М. П. Мусоргського по класу баян а, потім — у Московському музично-педагогічному інституті імені Гнесіних як баян іст (клас М. Я. Чайкіна) і диригент (клас Н. П. Резнікова). Закінчивши інститут (1957), очолив оркестр російських народних інструментів Всесоюзного Радіо. У 1971 пройшов аспірантуру при Московській консерваторії по класу оперно-симфонічного диригування у Л. М. Гінзбурга, і в 1974 отримав місце головного диригента і художнього керівника Великого симфонічного оркестру Всесоюзного радіо, яким керує до наших днів. З 1997 по 2005 роки — головний диригент Віденського симфонічного оркестру. З 2000 року — головний запрошений диригент Токійського філармонічного оркестру. Веде активну концертну діяльність, виступає з провідними симфонічними оркестрами світу, а також як оперний диригент.